# Technomyrmex gowdeyi
Technomyrmex gowdeyi är en myrart som först beskrevs av Wheeler 1922.  Technomyrmex gowdeyi ingår i släktet Technomyrmex och familjen myror. Inga underarter finns listade i Catalogue of Life.